# Meade County, Kansas
Meade County är ett administrativt område i delstaten Kansas, USA, med 4 575 invånare. Den administrativa huvudorten (county seat) är Meade.

## Geografi
Enligt United States Census Bureau så har countyt en total area på 2 537 km². 2 534 km² av den arean är land och 3 km² är vatten. 

### Angränsande countyn
- Gray County - norr
- Ford County - nordost
- Clark County - öst
- Beaver County, Oklahoma - söder
- Seward County - väst
- Haskell County - nordväst